# Si tú no vuelves
"Si Tú No Vuelves" é uma canção lançada em 1992 do cantor Miguel Bosé. Uma versão de remix com artista colombiana Shakira foi lançada em Maio de 2007. Uma nova versão com da dupla americana Ha*Ash foi lançada 6 de dezembro de 2019.

## Antecedentes
A canção é uma regravação da música de Miguel Bosé, lançada anteriormente em 1992, que conta com a artista colombiana Shakira, e está incluída no primeiro álbum "Papito". A canção foi lançada primeiramente na Itália e foi gravado por Gustavo Celis, no Panamá.

## Composição
A música é lenta e melódica, e gradualmente atinge um clímax, onde Shakira termina a música. Tem-se observado que em toda a música, Shakira não usa a sua voz normal. Sua voz é muito mais suave e é dito na maior parte em um sussurro, que tem sido seu objetivo recentes e é demonstrado em seus álbuns: Fijación oral vol. 1 e Oral Fixation Vol. 2.

## Versão Ha*Ash e Miguel Bosé
"Si tú no vuelves" é o primeiro single do segundo álbum ao vivo En vivo da dupla americana Ha*Ash com o cantor Miguel Bosé. O single foi lançado oficialmente em 6 de dezembro de 2019. A faixa alcançou o primeiro lugar no Monitor Latino no México.

### Videoclipe
O videoclipe gravado para o álbum ao vivo En vivo, foi lançado em 6 de dezembro de 2019. O vídeo foi filmado em Auditório Nacional em Cidade do México, no dia 11 de novembro de 2018.

### Desempenho nas tabelas musicais
| Chart (2019)              | Maior posição |
| ------------------------- | ------------- |
| México - (Monitor Latino) | 1             |